# Länkbult

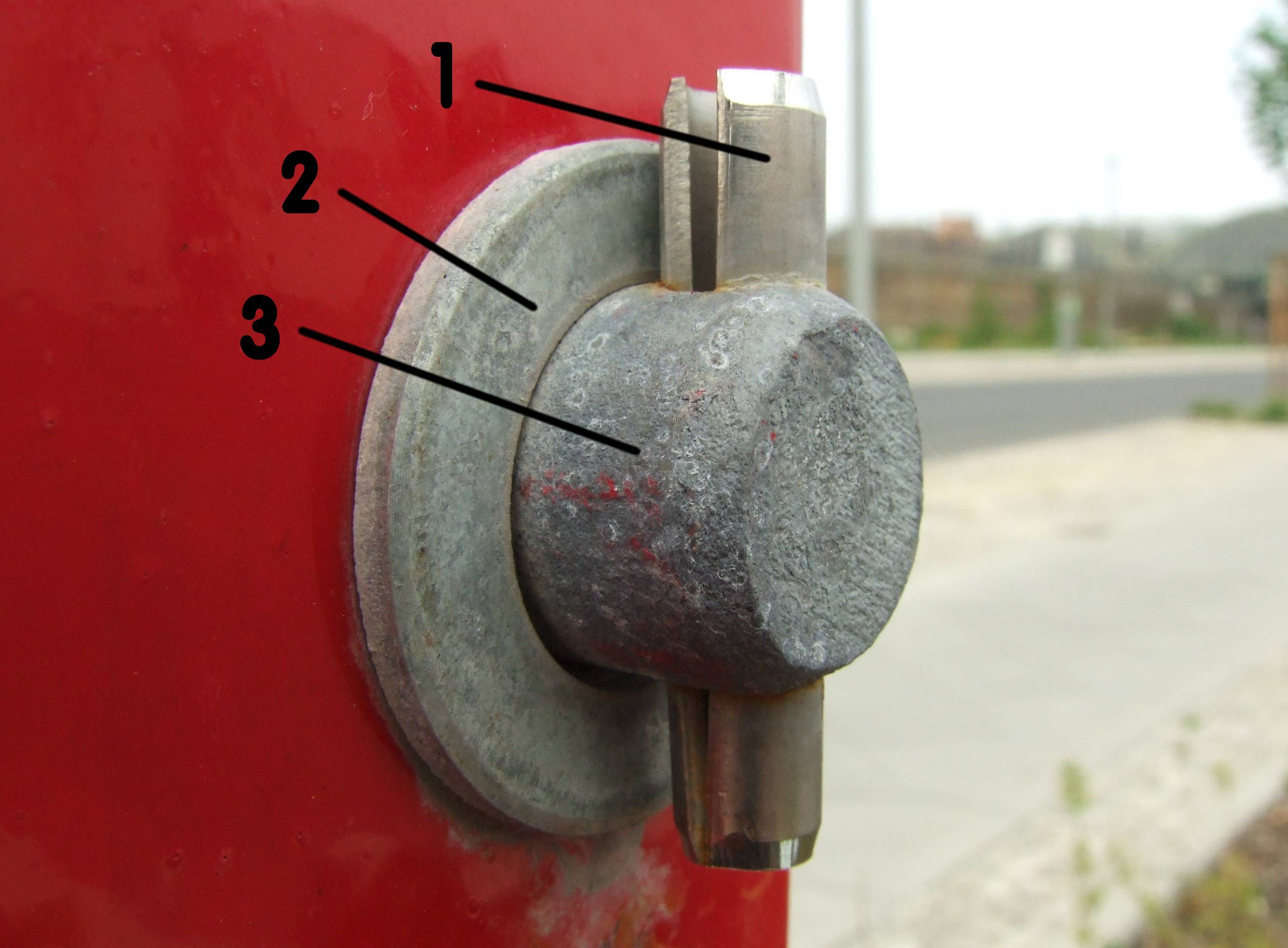
Spännstift (1) och bricka (2)som används för att fästa en länkbult (3).

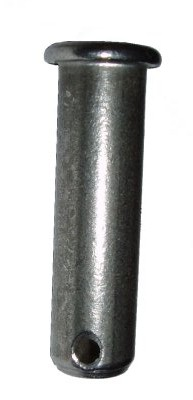
Exempel på hur en länkbult kan se ut

Länkbult är en variant av en bult som låses fast med hjälp av saxsprint eller en hårnålssprint.. Länkbulten har vanligtvis utseende likt en bult med ett genomgående hål där vanliga skruvar har sina gängor. Länkbulten förs genom de delar som ska hållas samman och låses sedan fast genom att dra en sprint genom hålet. Länkbulten kan se olika ut beroende på var den ska användas och kan exempelvis kombineras med skruv på ena sidan eller använda sig av sprintlåsning på båda sidorna.